# 루테

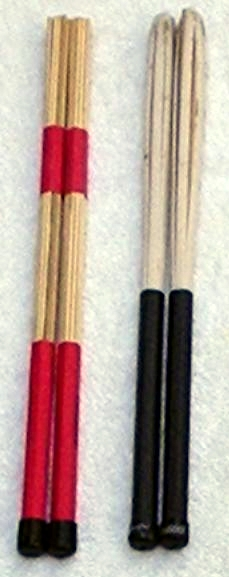
루테

루테(독일어: rute ← '매, 회초리, 막대'라는 뜻)는 얇은 나무 막대기를 뭉쳐서 굵은 봉처럼 만든 타악기다. 이 악기를 기용한 사람으로는 볼프강 아마데우스 모차르트, 구스타프 말러, 리하르트 슈트라우스 등이 있다.